# James Sie
James Sie est un acteur et auteur américain né le 18 décembre 1962 à Summit au New Jersey.

## Biographie
Il est connu pour ses voix dans des séries d'animation télévisées dont entre autres Kung Fu Panda : L'Incroyable Légende, Avatar, le dernier maître de l'air, Jackie Chan Adventures et Stillwater,
Il est l'auteur du roman graphique Still life Las Vegas, publié en 2015,,,,,, ainsi que du roman All kinds of other, publié en 2021,,,,.
En 2024, il reprend son rôle du vendeur de choux dans la série en prise de vues réelles Avatar, le dernier maître de l'air, rôle qu'il avait doublé dans la série animée de laquelle est adaptée cette version pour Netflix.